# Christian Prey
Christian Prey es un deportista alemán que compitió para la RFA en remo.
Ganó una medalla de oro en el Campeonato Mundial de Remo de 1962 y dos medallas de oro en el Campeonato Europeo de Remo, en los años 1963 y 1965.

## Palmarés internacional
| Campeonato Mundial | Campeonato Mundial | Campeonato Mundial | Campeonato Mundial |
| Año                | Lugar              | Medalla            | Prueba             |
| ------------------ | ------------------ | ------------------ | ------------------ |
| 1962               | Lucerna (Suiza)    | Medalla de oro     | Cuatro sin timonel |
| Campeonato Europeo |                    |                    |                    |
| Año                | Lugar              | Medalla            | Prueba             |
| 1963               | Moscú (URSS)       | Medalla de oro     | Cuatro sin timonel |
| 1965               | Duisburgo (RFA)    | Medalla de oro     | Ocho con timonel   |